# Internationale Schweizer Eishockeymeisterschaft 1930/31
Die Saison 1930/31 war die 16. reguläre Austragung der Internationalen Schweizer Eishockeymeisterschaft. Meister wurde der HC Davos.

## Hauptrunde

### Serie Ost

#### Gruppe 1
Da der EHC Arosa auf eine Teilnahme verzichtete, wurde in der Gruppe 1 nur ein Spiel ausgetragen.
- EHC St. Moritz- Lyceum Zuoz 6:0

#### Gruppe 2

##### Halbfinal
- Zürcher SC – Akademischer EHC Zürich 4:3
- HC Davos – Akademischer EHC Zürich 5:0 Wertung

##### Final
- HC Davos – Zürcher SC 11:1

#### Final Ost
- HC Davos – EHC St. Moritz

### Serie West
- Lycée Jaccard – HC Château-d’Oex 2:0
- HC Rosey Gstaad – Star Lausanne 11:0

Spiel um Platz 3HC Château-d’Oex – Star Lausanne 6:1
Final WestHC Rosey Gstaad-Lycée Jaccard 8:1
Der HC Rosey Gstaad qualifizierte sich damit für den Meisterschaftsfinal.

## Meisterschaftsfinal
- HC Davos – HC Rosey Gstaad 5:3